# Кулл
Кулл (англ. Kull) — король Валузии, живший в Турийскую Эру, персонаж книг, комиксов, кинофильмов, популярный герой Роберта Ирвина Говарда.

## Личность (история)
Кулл — герой Роберта Говарда. Внешность: Он обладал гигантским ростом, был хорошо сложен, поджар и жилист. Кулл внешне напоминал тигра.
Замысел этого персонажа появился у автора в 1925 году, но первый рассказ о нём был напечатан в 1929 году . Кулл является «старшим братом» Конана — первый рассказ о Конане «Феникс на мече» был переписан из рассказа о Кулле «Сим топором я буду править». При жизни Говарда были опубликованы только три произведения о Кулле. Часть произведений остались недописанными. Основная часть цикла впервые опубликована в 1967 году, под редакцией Лина Картера. В 1997 году издательством «Северо-Запад» был запущен проект «Сага о Кулле», где в основном публиковались произведения, созданные российскими писателями.

## Биография
Кулл был родом из допотопной Атлантиды, из Долины Тигров. Его происхождение окутано туманом. Его нашёл и воспитал один атлантский клан. В рассказе «Бегство из Атлантиды» молодой Кулл, сжалившись над девушкой, которую толпа собирается сжечь заживо за то, что она вышла замуж за врага — лемурийского пирата, — дарует ей быструю смерть, рискнув собственной жизнью. После этого ему пришлось бежать из Атлантиды.
Спасаясь от соплеменников, Кулл попал в плен к лемурийцам. Два года он провёл рабом на галере, пока ему не удалось бежать. Он становится отверженным в горах Валузии. Затем его хватают и бросают в темницу. Кулл становится сначала гладиатором на арене, затем солдатом и, наконец, военачальником. Опираясь на наёмников и некоторых недовольных королём аристократов (Муром бора Баллин), он побеждает в гражданской войне. Кулл убивает деспотичного царя Борну и захватывает трон. Атлант (варвар) Кулл становится королём древней Валузии.
Через полгода правления Кулл сталкивается с первым заговором («Королевство теней») и узнаёт о древней расе змеелюдей. Вместе с пиктским советником Ка-ну и Брулом Пикинером Кулл начинает борьбу с змеелюдьми и со жрецами Бога-Змея. В поисках ответов на вопросы о тайнах Бытия он встречается с магом Тузун Туном.
Кулл ведёт активную внешнюю политику — он совершает несколько военных походов за пределы Валузии.
В последующие времена (Конана и Брана Мак Морна) Кулл становится легендарным персонажем. Пиктский жрец Гонар вызывает его, чтобы возглавить союзное войско на битву с римлянами.
В книгах о Конане несколько раз упоминается о том, что Кулл — его давний предок, а киммерийцы — потомки атлантов.

## Мир Кулла
Кулл жил в эпоху, когда Атлантиду населяли варварские племена. К востоку от Атлантиды находился древний континент Турия, на котором располагались несколько цивилизованных королевств (Коммория, Грондар, Камелия, Туле, Зарфхаана, Валузия, Турания, Фарсун и Верулия). Самыми сильными среди них были Зарфхаана, Грондар и Валузия. К востоку от Турийского континента были расположены острова лемурийцев, которые были горными вершинами затонувшего континента Му.
Через несколько веков после смерти Кулла мир пережил катастрофу, и Турийская эра закончилась.

## Персонажи Саги о Кулле[5]
- Ам-ра
- Аскаланте
- Борна
- Брул Копьебой
- Дукалон
- Каанууб
- Ка-ну
- Келкор
- Лала-ах
- Муром бора Баллин
- Налисса
- Ту советник
- Ридондо
- Ротас Лемурийский
- Тузун Тун
- Тулса Обречённый
- Хор-нак
- Энарос

## Экранизации
- Кулл-завоеватель
- В фильме «Конан-Варвар» 1982 года, Конан попадает в древнюю могилу, где на троне восседает скелет в боевых доспехах и мечом в руке. Официально этот меч называется "Мечом Атланта", от чего можно предположить, что этот скелет — Кулл, или его поздний потомок, хотя сам Конан считает меч даром киммерийского бога Крома.

### Хронология «Саги о Кулле»
(произведения, написанные не Говардом)

#### Атлантида
- Долина Тигров

#### Пират
1. Золотой остров
2. Клинки Лемурии
3. Книга колдуна
4. Выбор богов

#### Наёмник
1. Безымянный бог
2. Звезда судьбы
3. Страж Источника
4. Тайна топей
5. Боги пещер
6. Беглецы
7. Глаз скорпиона

#### Король
1. Змеиное королевство
2. Скалы скорби
3. Братство меча
4. Война Гнева
5. Путь мрака
6. Тени Атлантиды

#### Король[7]
- Амулет
- Волшебная мелодия
- Западня
- Летописи древних лет
- Ужас моря
- Паруса заката
- Путь в неведомое
- Валузийские Бои
- Камень желаний

#### Не в Турии
- Воины вечности